# Publius Calpurnius Victor
Publius Calpurnius Victor war ein im 2. Jahrhundert n. Chr. lebender Angehöriger des römischen Ritterstandes (Eques).
Durch eine Inschrift, die beim Kastell Coriosopitum gefunden wurde, ist belegt, dass Victor Kommandeur der Cohors I Vardullorum milliaria civium Romanorum equitata war, die zu diesem Zeitpunkt in der Provinz Britannia stationiert war. Beim Kastell Coriosopitum wurde noch eine weitere Inschrift gefunden, die von dem Tribun Calpurnius errichtet wurde.